# Brănești (Gorj)

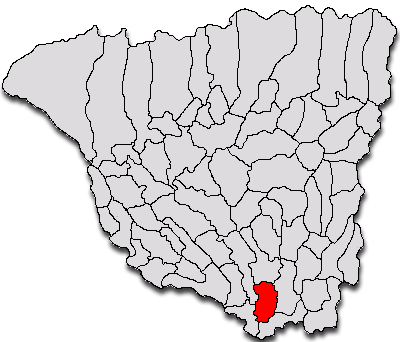
Mapa que muestra Branesti, en Gorj

Brăneşti es una comuna ubicada en el distrito de Gorj, Rumania.

## Superficie
Cuenta con una superficie de 45,81 kilómetros cuadrados.

## Demografía
Hasta 2021 la población era de 2178 habitantes, con una densidad de población de 47,54 habitantes por kilómetro cuadrado.